# Raijū

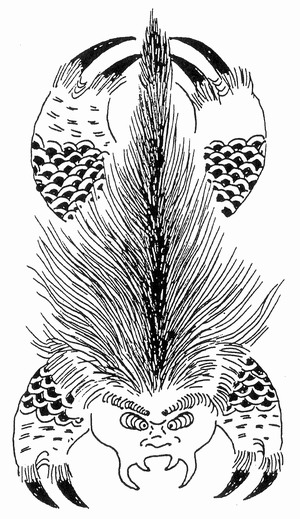
Immagine del raijū di Ban Kōkē, 1806.

Il raijū (雷獣? "l'animale tuono" o "la bestia del fulmine") è uno yōkai della mitologia giapponese. Il suo nome viene dal giapponese rai (雷? tuono) e jū (獣? bestia, animale). Il suo corpo è composto da luce o da fuoco. Può avere la forma di un gatto, di un tanuki (狸? cane procione) (altra creatura mitologica giapponese), di un lupo, di un cane, di un tigre, di un donnola, di un orso, di un toro o di un mammifero marino (ad esempio di un delfino, di un balena o di un foca). Il raijū  può anche volare sotto forma di sfera di luce (questa creatura è stata creata per spiegare il fenomeno del fulmine globulare). Il suo grido è come il boato del tuono.
Il raijū è il compagno di Raijin, il dio shinto del fulmine. Il demone è generalmente calmo ed inoffensivo, tuttavia, durante le tempeste diviene molto aggressivo e distrugge campi, alberi ed abitazioni.
Un altro comportamento bizzarro di questa creatura è che a volte dorme dentro l'ombelico degli umani. Per questo, quando c'è il cattivo tempo, le persone superstiziose dormono a pancia in giù.

## Nella cultura di massa
- Il raijū ha ispirato i Pokémon Raichu, Electrike, Manectric, Jolteon e Raikou.
- La carta "Il fulmine" in Card Captor Sakura, se usata, prende la forma di un raijū.
- In Inuyasha, i fratelli Hiten e Manten appartengono al clan Raijū e sono pericolosi demoni del fulmine.
- Nel manga e anime Kuroko's Basketball, il personaggio di Hayama Kotarou è soprannominato "Raijū" per la sua incredibile velocità nel dribblare gli avversari causando con la palla un suono simile al rombo di un tuono.
- Nell'anime Digimon, la forma ed i poteri di Raidramon sono basati su quelli del raijū.
- Raiju è ugualmente l'eroe di un fumetto eponimo, immaginato da Stéphane Melchior-Durand (scenario) e Loïc Sécheresse (disegno).
- Nel manga Capitan Tsubasa, il Raiju dà il nome ad un potente tiro di Kojiro Hyuga: il "Raiju Shot".
- Raiju è anche il nome di un mostro Kaiju del film Pacific Rim.
- Nel manga Ushio e Tora,Raiju è uno dei nomi con cui viene chiamato uno dei protagonisti,lo yokai Tora, che possiede poteri elettrici.
- Nel manga Akatsuki No Yona, uno dei personaggi principali, Hak, viene chiamato Raiju per la sua forza e velocità fulminea nel colpire i rivali.